# راسلمينيا 19
راسلمينيا 19 هو المهرجان التاسع عشر من مهرجانات راسلمينيا التي يقدمها اتحاد الدبليو دبليو إي جرى عرضه في 30 مارس 2003 في ساحة سافيكو فيلد في مدينة سياتل بولاية واشطن الأمريكية . وهو أول مهرجان راسلمينيا يقدمة الاتحاد بعد تغيير إسمه.

## المباريات والنتائج
| رقم المباراة | المباراة                                                                     | شرط المباراة                          |
| ------------ | ---------------------------------------------------------------------------- | ------------------------------------- |
| 1            | فال فينيس ولانس ستورم يهزمان روب فان دام وكين                                | بطولة بطولة العالم للفرق الثنائية     |
| 2            | مات هاردي يهزم ري ميستيريو                                                   | بطولة الكروز للوزن المتوسط            |
| 3            | اندرتيكر يهزم بيج شو والبرت ذا تراين                                         | مباراة اثنين ضد واحد                  |
| 4            | تريش ستراتس تهزم فيكتوريا و جاز                                              | بطولة السيدات                         |
| 6            | تشارلي هاس وشيلتون بنجامين يهزمان كريس بنوا وراينو وتشافو غيريرو وإدي غيريرو | مباراة علي بطولة دبليو دبليو إي للفرق |
| 7            | تريبل إتش يهزم بوكر تي                                                       | مباراة علي بطولة العالم للوزن الثقيل  |
| 8            | شون مايكلز يهزم كريس جيريكو                                                  | مباراة فردية                          |
| 9            | هالك هوجان يهزم فينس مكمان                                                   | مباراة قتال شوارع                     |
| 10           | بروك ليسنر يهزم كيرت أنغل                                                    | مباراة علي بطولة دبليو دبليو اي       |

## روابط خارجية
- راسلمينيا 19 على موقع IMDb (الإنجليزية)
- راسلمينيا 19 على موقع قاعدة بيانات الفيلم (الإنجليزية)
- راسلمينيا 19 على موقع كينوبويسك (الروسية)

- The Official Website of WrestleMania XIX